# Alessandro Verde

Kardinalswappen Alessandro Verdes

Alessandro Kardinal Verde (* 27. März 1865 in Sant’Antimo, Provinz Neapel, Italien; † 29. März 1958 in Rom) war ein Kurienkardinal der römisch-katholischen Kirche.

## Leben
Alessandro Verde besuchte zunächst das Seminar in Aversa und studierte anschließend in Rom die Fächer Katholische Theologie und Philosophie. Er promovierte 1890 in Theologie sowie 1893 in Zivilrecht und Kanonischem Recht. Am 31. März 1888 empfing er das Sakrament der Priesterweihe und arbeitete nach weiterführenden Studien als Seelsorger in der Diözese Rom. 1897 erhielt er den Titel eines Päpstlichen Privatkämmerers, ab 1902 stand er in Diensten der Kongregation für die Evangelisierung der Völker und der Konsistorialkongregation. Im selben Jahr wurde ihm der Titel eines Päpstlichen Hausprälaten verliehen. 1905 wurde er Apostolischer Protonotar und Kanoniker der Patriarchalbasilika San Giovanni in Laterano.
Am 26. Juni 1915 ernannte ihn Papst Benedikt XV. zum Sekretär der Ritenkongregation, 1916 zum Kanoniker der Vatikanischen Basilika, Papst Pius XI. nahm Alessandro Verde am 14. Dezember 1925 als Kardinaldiakon mit der Titeldiakonie Santa Maria in Cosmedin in das Kardinalskollegium auf. Unter Beibehaltung seiner Titeldiakonie wurde er 1935 zum Kardinalpriester pro hac vice erhoben. Kardinal Verde nahm am Konklave 1939 teil. Im Oktober desselben Jahres wurde er vom neuen Papst Pius XII. zum Erzpriester der Basilika Santa Maria Maggiore ernannt. 1952 wurde er Kardinalprotopriester.
Alessandro Verde starb am 29. März 1958 mit 93 Jahren in Rom und wurde in seinem Geburtsort bestattet. Als er starb, war er der älteste lebende Kardinal.